# Championnat d'Italie de football 1900
Le Championnat d'Italie de football 1900 est la 3e édition de la compétition qui fut remportée par le Genoa CFC.

## Éliminatoires

### Piémont
| Rang | Équipe                          | Pts | J | G | N | P | Bp | Bc | Diff |  | Résultats (▼ dom., ► ext.)      | FCT | JUV | GIN |
| ---- | ------------------------------- | --- | - | - | - | - | -- | -- | ---- |  | ------------------------------- | --- | --- | --- |
| 1.   | FC Torinese                     | 8   | 4 | 4 | 0 | 0 | 8  | 2  | +6   |  | FC Torinese                     |     | 2-1 | 3-1 |
| 2.   | FBC Juventus                    | 4   | 4 | 2 | 0 | 2 | 5  | 3  | +2   |  | FBC Juventus                    | 0-1 |     | 2-0 |
| 3.   | Reale Società Ginnastica Torino | 0   | 4 | 0 | 0 | 4 | 1  | 9  | -8   |  | Reale Società Ginnastica Torino | 0-2 | 0-2 |     |

### Lombardie
- Le Milan AC est l'unique participant.

## Demi-finale
| 15 avril 1900 | FC Torinese                                               | 3-0 | Milan AC | Velodromo Umberto I, Turin |                      |
|               | Edoardo Bosio 15e · Edoardo Bosio 18e · Edoardo Bosio 70e |     |          | Arbitrage : De Roote       | Arbitrage : De Roote |

## Finale
| 22 avril 1900 | FC Torinese | 0-2 | Genoa CFC  | ?, Turin |
|               |             |     | Agar Bauer |          |